# Chichester
Chichester é uma cidade e paróquia civil do distrito de Chichester, no Condado de West Sussex, na Inglaterra. Sua população é de 30.220 habitantes (2015) (113.794, distrito 2011). Chichester foi registrada no Domesday Book de 1086 como Cicestre.